# João Pedro Leão de Aquino
João Pedro Leão de Aquino (Rio de Janeiro, 8 de agosto de 1878 – Rio de Janeiro, 12 de julho de 1942) foi um médico brasileiro.
Doutorado em medicina pela Faculdade de Medicina do Rio de Janeiro em 1900, defendendo a tese “A talha hipogástrica”. Foi eleito membro da Academia Nacional de Medicina em 1910, com o número acadêmico 260, ocupando a Cadeira 24, que tem Pedro Paulo Paes de Carvalho como patrono.